# Ferrari F50
Ferrari F50 – supersamochód klasy średniej produkowany przez włoską markę Ferrari w latach 1995–1997.

## Historia i opis modelu

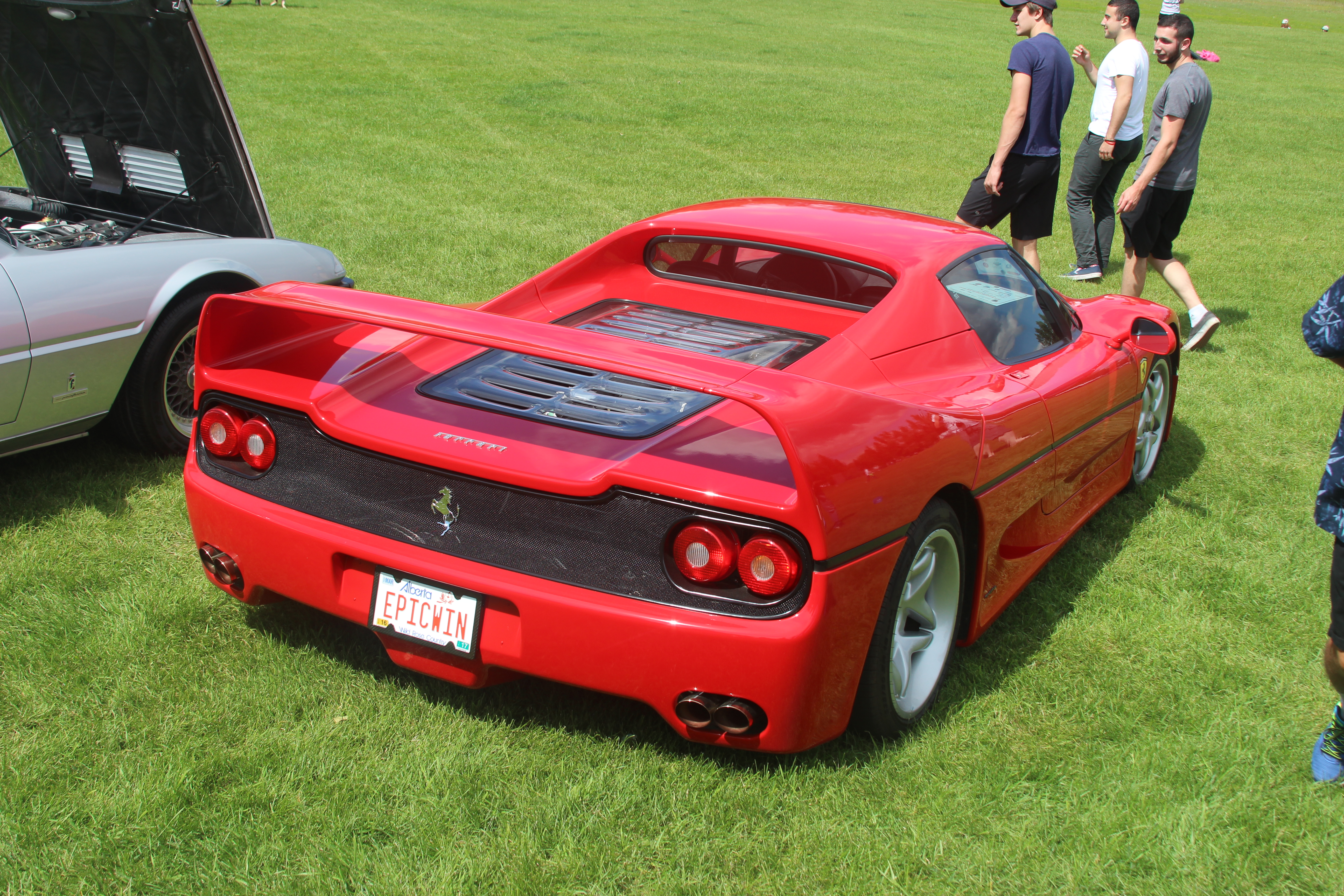
Ferrari F50 – tył

Samochód został skonstruowany z okazji 50. lecia istnienia marki zaprezentowany podczas Międzynarodowego Salonu Samochodowego w Genewie w 1995 roku, produkowany w latach 1995–1997. Samochód przenieść miał na drogi publiczne możliwie dużo rzeczy z F1. Łącznie wyprodukowano 349 sztuk pojazdu. Pojazd uważany jest obok McLarena F1 za najlepszy „uliczny bolid Formuły 1”. Jako drugi samochód na świecie posiadał dyfuzor. Auto wyposażono w silnik z bolidu F92A z 1992 roku.
Seryjne auto wyposażone jest w automatyczną regulację wysokości nadwozia. Samochód nie posiada poduszek powietrznych, radia, a szyby opuszczane są ręcznie. Pojazd oferowano w 5 kolorach: czerwonym, ciemnym czerwonym, żółtym, czarnym i srebrnym.

### Dane techniczne
| Ferrari                          | F50                                                                                           |
| -------------------------------- | --------------------------------------------------------------------------------------------- |
| Lata produkcji                   | 1995-1997                                                                                     |
| Liczba egzemplarzy               | 349 sztuk                                                                                     |
| Silnik                           | V12 12-cylindrowy, 60 zaworowy, Bosch Motronic M2.7 (Czterosuwowy)                            |
| Pojemność skok 3                 | 4698 cm³                                                                                      |
| Napęd                            | tylny                                                                                         |
| Moc przy 1/min                   | 382kW (520 KM) @ 8500 obr./min                                                                |
| Max. Moment obr. (Nm) przy 1/min | (470 Nm) @ 6500 1/min                                                                         |
| Sprężanie:                       | 11.3:1                                                                                        |
| Układ zaworów                    | DOHC, łańcuch, 5 zaworów na cylinder, podwójny wałek rozrządu.                                |
| Skrzynia biegów                  | 6-biegowa manualna                                                                            |
| Rozstaw osi                      | 2581 mm                                                                                       |
| Masy D x S x W                   | 4480 × 1986 × 1120 mm                                                                         |
| Masa własna                      | 1349 kg                                                                                       |
| Rozmiar kół / ogumienie          | Przód: 245/35ZR-18 Goodyear Eagle F1 GS Fiorano Tył: 335/30ZR-18 Goodyear Eagle F1 GS Fiorano |
| Rozmiar tarcz hamulcowych        | wentylowane hamulce tarczowe Brembo Średnica tarcz – (przód: ⌀ 360 mm / tył: ⌀ 335 mm)        |
| 0–100 km/h                       | 3.7 s                                                                                         |
| 0–160 km/h                       | 8.0 s                                                                                         |
| Prędkość maksymalna              | 325 km/h                                                                                      |

## Sprzedaż i ceny
W marcu 2022 roku na aukcji RM Sotheby’s wystawiono 1 z 8 egzemplarzy Ferrari F50 z kierownicą po prawej stronie. Zmiana kierownicy została przeprowadzona w 2000 roku przez firmę Pininfarina, która prowadziła takie zamiany w imieniu Ferrari. Auto posiadało numer seryjny 298 z 349. Na aukcji nie ujawniono ceny wywoławczej, ale szacuje się, że cena sprzedaży może wynieść od kilku do nawet kilkunastu milionów euro.